# Aldec
Aldec, Inc. — частная компания, которая производит программное и аппаратное обеспечение для автоматизации проектирования микроэлектроники. Штаб-квартира фирмы расположена в Хендерсоне (Невада), США, также имеются офисы в Канаде, Японии, Польше и Украине.

## Продукция

### Программное обеспечение
- Active-HDL — среда разработки ПЛИС, построенная на основе ядра логического моделирования. Поддерживается текстовый и графический ввод проектов на смеси языков VHDL, Verilog, EDIF, SystemC, SystemVerilog. Продукт доступен только на платформе Microsoft Windows.

- Riviera — среда разработки и моделирования больших ПЛИС и ASIC-проектов. Продукт доступен на операционных системах Microsoft Windows, Linux и Solaris.

- Server Farm Manager (SFM) — программный продукт для регрессионного тестирования, который автоматизирует планирование, выполнение, анализ и отчётность по многочисленным тестам. Продукт платформенно независимый.

- IP Products — библиотеки логических моделей, созданных фирмой Aldec и партнёрами. Логические блоки проверены в Active-HDL и Riviera.

### Аппаратное обеспечение
- HES — аппаратное решение для ускорения моделирования и эмуляции проектов. Также используется для совместного программно-аппаратного моделирования (применяется для разработки встроенных систем).

## История
- Фирма Aldec основана в 1984 году доктором Стенли Гайдуком.

- В 1985 был выпущен первый продукт: SUSIE — программа для моделирования проектов на вентильном уровне.

- В 1992 году продукт был портирован на Microsoft Windows и был выпущен под именем Active-CAD.

- В 1996 году Aldec подписала соглашение с фирмой Xilinx по которому Active-CAD распространялся под именем Foundation.

- В 1997 году состоялся выпуск продукта Active-VHDL, который поддерживал язык описания аппаратуры VHDL. Со временем добавилась поддержка языка Verilog, после чего продукт был переименован в Active-HDL. Название актуально и до сих пор.

- В 2000 году выпущен продукт для моделирования не только на Microsoft Windows, но и на Solaris и Linux.[1]

- В 2001 году Aldec выпускает аппаратное решение для ускорения моделирования: HES.

- В 2003 году выпущена версия продукта Riviera, которая поддерживала верификацию на основе утверждений и языков: OpenVera, PSL, SystemVerilog.

- В 2004 году добавлена поддержка языка SystemC.